# Австрійський державний архів
48°11′30″ пн. ш. 16°24′45″ сх. д. / 48.191801° пн. ш. 16.41245° сх. д.

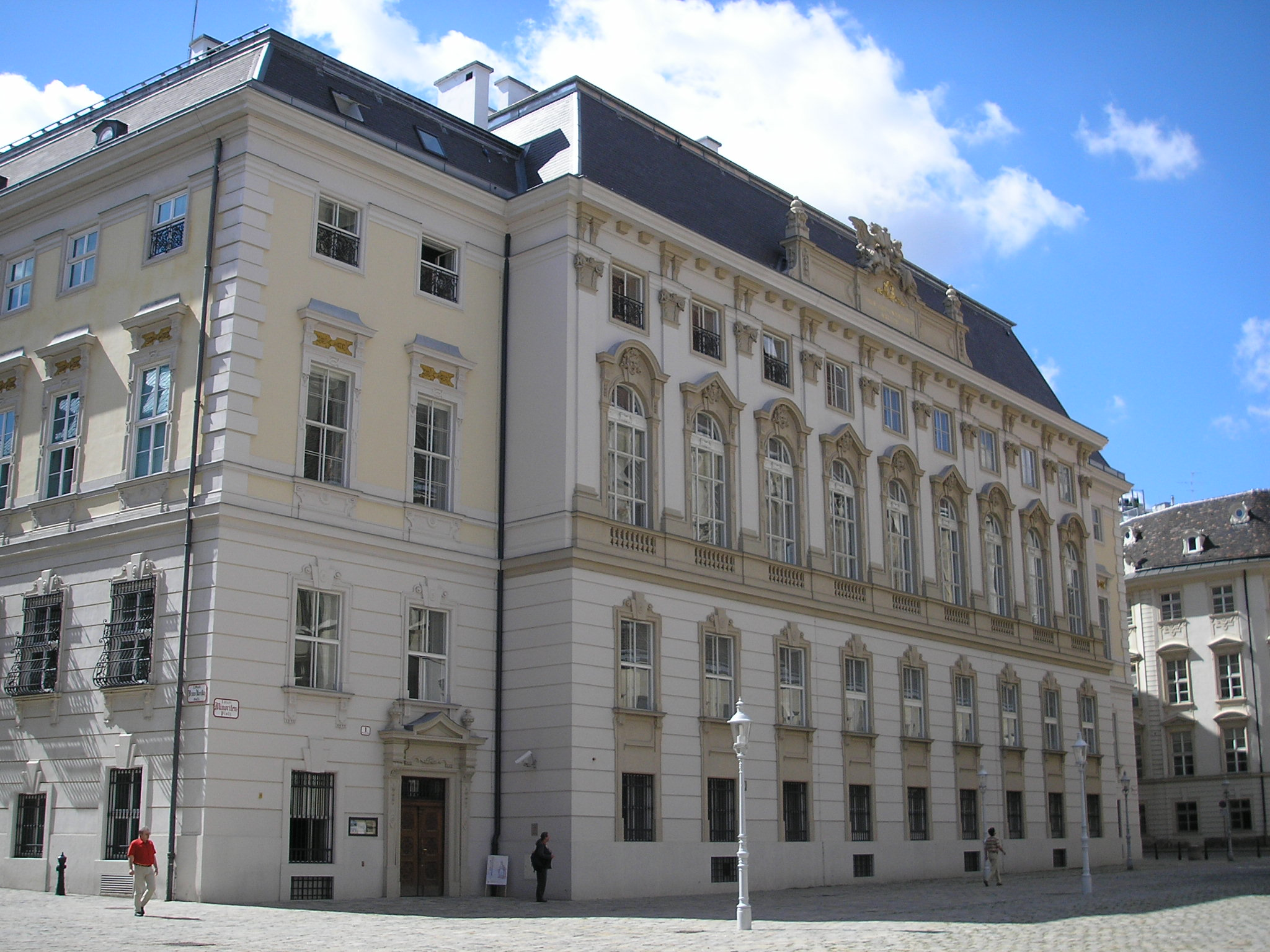
Архів цісарського дому, двору і держави — найбільший відділ Державного архіву

Австрійський державний архів (нім. Österreichisches Staatsarchiv) — найбільший за обсягом фондів архів Австрії, розташований у Відні (Minoritenplatz 1, A-1010 Wien). Архів було засновано в 1945 році. Архів безпосередньо підпорядкований службі Федерального канцлера Австрії.

## Структура
Австрійський державний архів складається з шести самостійних відділів, підпорядкованих генеральній дирекції:
- Архів цісарського дому, двору і держави (нім. Haus- Hof- und Staatsarchiv);
- Загальний адміністративний архів (нім. Allgemeines Verwaltungsarchiv);
- Фінансовий архів та архів надвірної палати, також Гофкаммерархів (нім. Finanz- und Hofkammerarchiv);
- Воєнний архів (нім. Kriegsarchiv);
- Архів транспорту (нім. Archiv für Verkehrswesen);
- Архів республіки (нім. Archiv der Republik).

### Архів цісарського дому, двору і держави

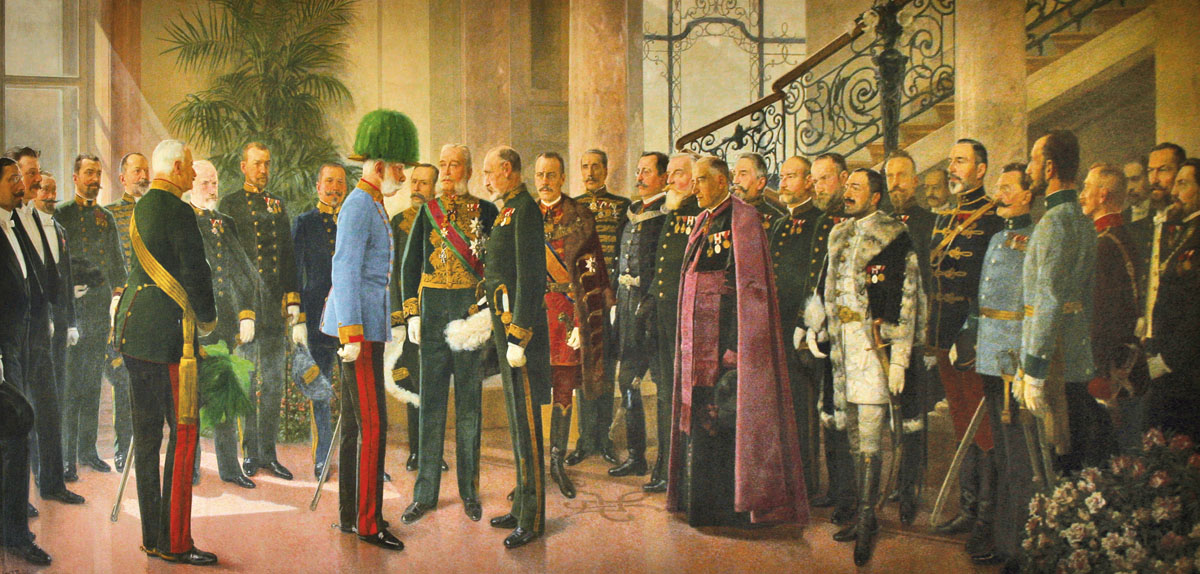
Карл Йоганн Пайфусс, «Цісар Франц Йозеф уперше відвідує архів цісарського дому», 1908

Архів цісарського дому, двору і держави — найбільша архівна збірка у складі Державного архіву. Архів був заснований за розпорядженням Марії-Терези 1749 року для зберігання документів австрійської держави та імператорського дому. До архіву поступали всі важливі документи уряду та його представників. У 1762 році був підпорядкований державній канцелярії і набув статусу спеціального архіву для найвищих державних установ. Структура архіву віддзеркалює структуру державного управління в Австрії на різних історичних етапах.
Найголовніші підрозділи:
- Райхсархіви: імператорська надвірна рада, імператорська надвірна канцелярія, імператорська судова палата тощо.
- Австрійська таємна державна реєстратура;
- Державна канцелярія, що відповідала за статусом міністерству зовнішніх справ;
- Посольські архіви;
- Відділи іноземних держав;
- Габзбурзько-Лотарінзький родинний архів;
- Габзбурзько-Лотарінзький надвірний архів;
- Архів кабінету міністрів;
- Відділ актових документів;
- Збірка печаток
- Відділ рукописів;
- Відділ монастирських архівів;
- Відділ австрійських актів;
- Відділ угорських актів;
- Надвірні архіви спеціального змісту;
- Листування, дипломатичні та воєнні документи.

Окрім того в архіві зберігаються особисті збірки відомих представників аристократії, державної адміністрації, культури, науки і освіти. Велику цінність має допоміжна бібліотека, окремі частини якої є цілісними збірками колишніх державних установ.
Загальна кількість справ — більше 160 000.
Адреса: Haus- Hof- und Staatsarchiv Minoritenplatz 1, A-1010 Wien

### Загальний адміністративний архів
Утворено 1820 року шляхом відокремлення від архіву надвірної канцелярії. Фонди складаються з трох основних груп документів: загальне управління, релігія і освіта, акти про надання дворянства (дипломи, родоводи). Тут також зберігаються родинні архіви. Майже всі фонди архіву тематично пов'язані з західноукраїнськими землями у час їхнього перебування в складі Австро-Угорщини.
Адреса: Allgemeines Verwaltungsarchiv Nottendorfergasse, 2, A-1030 Wien

### Фінансовий архів та архів надвірної палати
Архів складається з двох відділів: фінансового архіву та архіву надвірної палати. Фінансовий архів утворено 1892 року з фондів старої реєстратури цісарського міністерства фінансів. Для досліджень з історії України тут можуть прислужитися фонди централізованого кадастру (1810—1874). Багато фондів пов'язані з розвитком промислових підприємств у Галичині та на Буковині.
Архів надвірної палати засновано 1578 року. Найдавніші документи — з XII століття. Фонди поділяються на шість груп документів:
- Акти надвірної палати австрійської і німецької владної установи;
- Акти нижньо-австрійської палати;
- Акти надвірної комісії в гірничих та монетарних справах;
- Акти комерційних надвірних закладів;
- Акти кредитних установ надвірної палати;
- Різні документи (зокрема велика колекція карт і планів).

До складу архіву входить допоміжна бібліотека на 10 000 томів.
Адреса: Allgemeines Verwaltungsarchiv — Finanz- und Hofkammerarchiv
Nottendorfer Gasse 2 A-1030 Wien

### Воєнний архів
Архів засновано 1801 року з ініціативи ерцгерцога Карла. Архів нараховує понад 900 000 одиниць зберігання. Основні види документів: воєнні акти й документи, рукописи різного характеру, карти, технічна документація, ведути, портрети тощо.
У кадровому підрозділі (нім. Personalevidenzen und Militärmatrikeln) зберігаються особові справи 1740—1919 років, архів лейбгвардії, архів воєнного суду, документи шпиталів, списки поховань часів Першої світової війни, військові метрики, відомості про загиблих і полонених.
У підрозділі польових документів зберігаються мемуари, рукописи, акти нагородження, звіти, донесення, рапорти часів Першої світової війни.
У підрозділі Центральних установ зберігаються документи з 1556 до 1920-х років: документи цісарської військової канцелярії, генеральної ад'юнктури, Міністерства оборони земель, військово-технічного комітету, територіальних військових органів, військових навчальних закладів тощо.
Четвертий підрозділ охоплює діяльність військово-морських та військово-повітряних сил Австрії.
П'ятий підрозділ «Карти й зображення» має багато цінної інформації про історію українських міст. Найцінніші документи: «Geographie Opus» (1478), праці Брауна, Гогенберга, Ортеліуса, Меркатора, Гондіуса, Сансона та інших картографів, більше 20 карт Чорного моря, мапи Польщі (до її поділів) тощо. Близько 80 карт колекції присвячені Галичині. Окремі карти стосуються українських теренів, що були під Росією: Бесарабська, Волинська, Катериностлавська, Київська, Подільська. Полтавська, Херсонська губернії. Багато планів міст з околицями. Серед них плани таких українських міст, як: Львів (1770—1870), Київ (1846—1916), Одеса (1854—1918), Кам'янець-Подільський (1805—1867), Станиславів, Дубно, Хотин, Добромиль, Кінбурн, Луцьк, Очаків, Рава, Рівне, Севастополь, Броди, Херсон, Катеринослав, Єзупіль та ін. Більшість з цих карт є рукописними унікатами. 25 карт стосуються Криму (1775—1904).
У архіві зберігається також багато рукописів військового походження з описами ландшафтів, місцевостей, населених пунктів, доріг, річок, мостів тощо.
Адреса: Kriegsarchiv Nottendorfer Gasse 2 A-1030 Wien

### Архів транспорту
Засновано 1897 року як архів вищого управління залізницями. Фонди архіву відображають історію розвитку залізниці в 1811—1938 роках, зокрема в Галичині, Буковині й Закарпатті. З 1867 року тут збиралися матеріали лише австрійської частини імперії, тобто без Закарпаття.

### Архів республіки
Архів республіки, наймолодше відділення державного архіву, було засноване в 1983 році. Тут зберігається вся поточна документація центральних урядових установ Австрії з 1918 року. З 2004 року, коли були запроваджені так звані електронні акти (ELAKimBUND), архів зберігає документи і в електронному вигляді.
Адреса: Archiv der Republik Nottendorfer Gasse 2 A-1030 Wien